# Benalauría
Benalauría ist ein südspanischer Ort und eine Gemeinde (municipio) mit nur noch 465 Einwohnern (Stand: 2024) in der Provinz Málaga in der autonomen Gemeinschaft Andalusien.

## Lage und Klima
Der Ort Benalauría liegt etwa 2 km westlich des Río Genal in den meist bewaldeten Bergen im Süden der Serranía de Ronda in einer Höhe von ca. 665 m. Die Stadt Ronda befindet sich ca. 32 km (Fahrtstrecke) nordöstlich; der Ort Gaucín liegt nur ca. 13 km südwestlich. Das Klima ist gemäßigt bis warm; Regen (ca. 785 mm/Jahr) fällt überwiegend im Winterhalbjahr.

## Bevölkerungsentwicklung
| Jahr      | 1857 | 1900 | 1950  | 2000 | 2020 |
| Einwohner | 926  | 995  | 1.247 | 508  | 440  |

Die Mechanisierung der Landwirtschaft, die Aufgabe bäuerlicher Kleinbetriebe (Höfesterben) und die daraus resultierende Arbeitslosigkeit haben seit der Mitte des 20. Jahrhunderts zu einem immer noch anhaltenden Bevölkerungsschwund geführt (Landflucht).

## Wirtschaft
Der Ort und seine Bevölkerung sind traditionell von der Landwirtschaft abhängig. Angebaut werden Getreide, Oliven und Gemüsepflanzen wie Bohnen, Kichererbsen und Erbsen; traditionell spielen auch Esskastanien eine wichtige Rolle. Im 18. Jahrhundert erlebte Benalauría einen wirtschaftlichen Aufschwung, der vor allem auf den lokalen Wein-, Getreide- und Olivenanbau zurückzuführen war. In der zweiten Hälfte des 20. Jahrhunderts begann man mit der Entwicklung des Tourismus in Form der Vermietung von Ferienwohnungen (casas rurales).

## Geschichte
Bereits die Römer waren in der Gegend ansässig. Im Jahr 715 n. Chr. gründeten Angehörige des Berberstamms der Ben Al Auría den Ort und gab ihm seinen Namen. Aus der Zeit der Mauren stammen auch die ersten landwirtschaftlichen Nutzflächen, die mit Hilfe der reichlich vorhandenen Wasserquellen bewässert werden konnten. Um das Jahr 1485 wurde Benalauría von den Christen zurückerobert (reconquista). Der Aufstand der Morisken in den Alpujarras und in der Serranía de Ronda (1570) und deren anschließende Vertreibung führte zur Entvölkerung Benalaurías, die durch die Neuansiedlung von Christen nur teilweise ausgeglichen werden konnte.

## Sehenswürdigkeiten

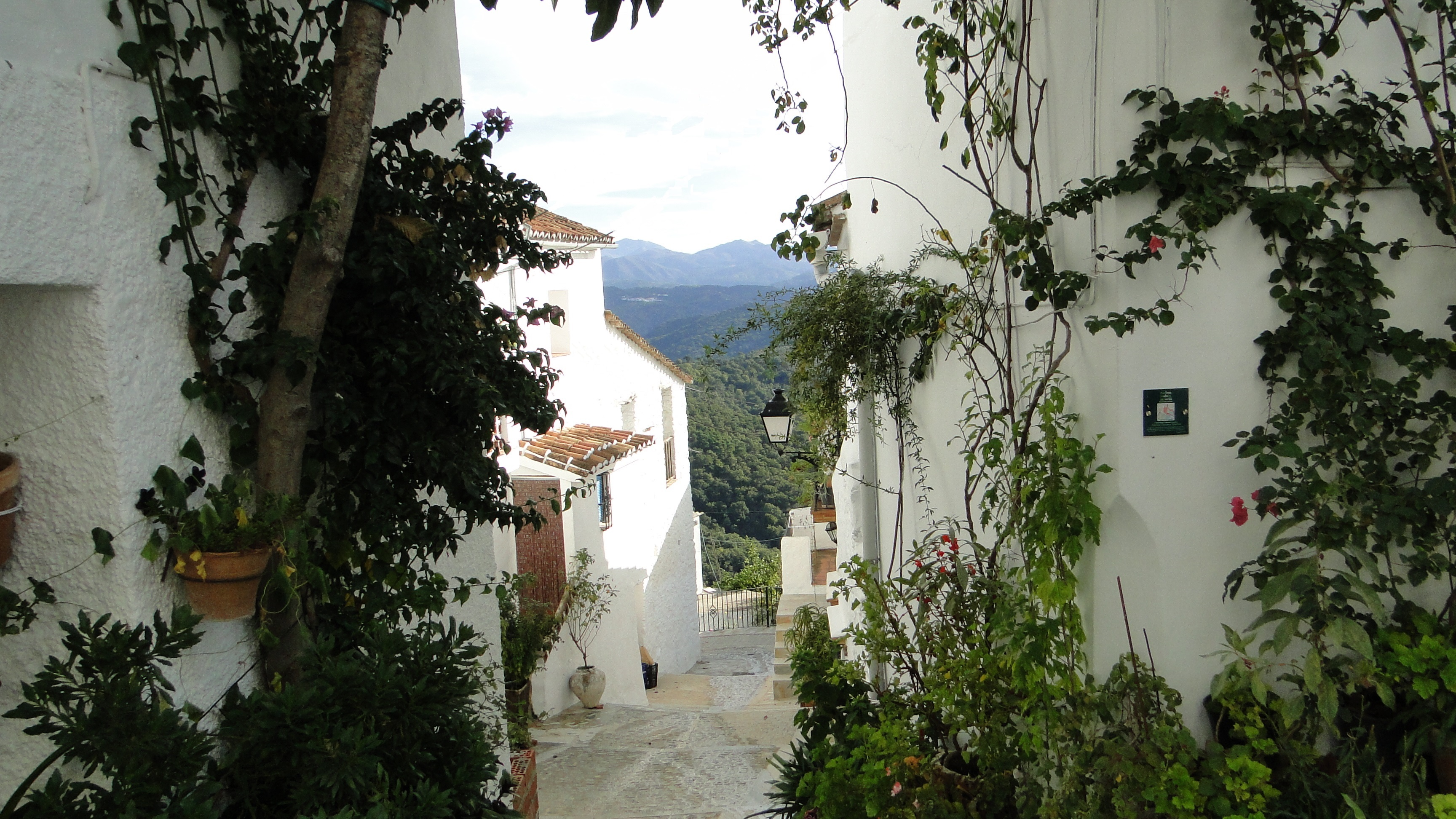
Benalauría – Ortsbild

- Die dem hl. Dominikus geweihte Iglesia de Santo Domingo Guzman entstand in der Zeit um 1500. Sie wurde jedoch mehrfach umgebaut und auf drei Schiffe (naves) vergrößert. Die reiche Ausstattung verschwand in der Zeit des Spanischen Bürgerkriegs (1936–39).[6]
- Das Museo Etnográfico de Benalauría ist in einem Haus des 18. Jahrhunderts untergebracht und befasst sich mit den Traditionen des Ortes und seines Umlands.[7]

Umgebung
- Das sogenannte Columbario Romano del Cortijo del Moro ist die in das steinige Erdreich versenkte Urnengrabstätte einer römischen Familie aus dem 1./2. Jahrhundert n. Chr.[8]
- Der im unteren Teil aus mörtellos gefügten Steinen erbaute maurische Wachturm (atalaya) wird torreón genannt; er wurde im Jahr 2016 um einen zinnenbekränzten Wehrgang aus Ziegelsteinen erhöht. Von hier bieten sich schöne Ausblicke auf den Ort und seine Umgebung.[9]

## Feste
Benalauría ist vor allem durch sein Fest Moros y Cristianos (Mauren und Christen) berühmt, das alljährlich am ersten Sonntag im August aufgeführt wird.